# Bögkompaniet
Bögkompaniet är en vandringssägen som påstår att det skulle ha funnits ett förband av homosexuella manliga värnpliktiga. Enligt rykten skulle värnpliktiga män som vid mönstringen simulerade att de var homosexuella i syfte att få frisedel eller placeras i utbildningsreserven, i stället hamna på Bögkompaniet, som sades finnas på Gotland, eller i vissa berättelser i Boden.
Studier har tidsdaterat skrönans uppkomst till tidigt 1980-tal,[källa behövs] det vill säga kort efter att sjukdomsstämpeln på homosexualitet avskaffats i Sverige år 1979. Skrönan tros av dessa forskare ha syftat till att dels avråda heterosexuella män från att ljuga om homosexualitet (i tron att de skulle få frisedel), dels lugna förmodat homofobiska män som var rädda att de skulle tvingas göra lumpen med homosexuella.